# Uczenie się poprzez miasto
Uczenie się poprzez miasto (ang. City-based learning) – koncepcja socjologiczno-pedagogiczna zakładająca, że wszystko, co znajduje się w przestrzeni miasta, tworzy unikatowe środowisko edukacyjne, wypełnione zróżnicowanymi obiektami i strukturami pobudzającymi ludzi do aktywności poznawczej. Zgodnie z tym miasto jest samo w sobie zasobem edukacyjnym, a jego dziedzictwo (kulturowe, przestrzenne, historyczne) stanowi swoistą historię (według Władimira Toporowa jest tekstem), którą można odczytywać, badać i eksplorować.
Układ urbanistyczny miasta i jego architektura są w tej koncepcji nośnikami różnorodnych komunikatów, których odczytywanie prowadzi do poszerzania swojej i cudzej wiedzy. W tym kontekście dochodzi więc do procesu eksploracyjnego uczenia się w otoczeniu naturalnym. Idealnym miastem do uczenia się jest takie, które udostępnia odpowiednie narzędzia ułatwiające proces edukacyjny, a więc np. chmury edukacyjne, czy przewodniki multimedialne. Proces uczenia się odbywa się za pośrednictwem różnorakich urządzeń mobilnych (smartfony, tablety, laptopy) podłączonych do oferowanego w różnych formatach zasobu wiedzy.
Proces city-based learning wpisuje się w popularne od początku XXI wieku koncepcje technologicznie wspomaganego uczenia się na zewnątrz (technology-enhanced outdoor learning) oraz edukację miejską (urban education), jak również w szersze idee mobilnych przestrzeni uczenia się (mobility of learning space) i uliczną aktywność poznawczą (on-street activity). Realizatorami bazy dla uczenia się poprzez miasto są najczęściej organizacje pozarządowe, stowarzyszenia, a także fundacje działające na rzecz społeczności lokalnych.
Uczenie się poprzez miasto stwarza możliwości rozwoju nowych umiejętności i obszarów zainteresowań zawodowych oraz osobistych – w muzeach, galeriach sztuki, bibliotekach i innych. Koncepcja kwestionuje częściowo pogląd, że edukacja i uczenie się dotyczy tylko szkoły i zamknięte jest w określonych ośrodkach czy budynkach.